# Markus Schubert
Markus Schubert (ur. 12 czerwca 1998 we Freibergu) – niemiecki piłkarz występujący na pozycji bramkarza w holenderskim klubie Vitesse oraz w reprezentacji Niemiec do lat 21. Wychowanek SV Lok Nossen, w trakcie swojej kariery grał także w takich zespołach, jak Dynamo Drezno, Schalke 04 oraz Eintracht Frankfurt.